# Gin Act 1736
Gin Act 1743
Le Spirit Duties Act 1735, communément appelé Gin Act of 1736 est une loi votée par le Parlement de Grande-Bretagne établissant une taxe de vente au détail sur le gin et des licences annuelles pour les vendeurs de gin. Conçue pour freiner la consommation de gin, la loi c'est avérée très inefficace puis a été abrogée en 1743.
La consommation de gin au Royaume-Uni a connu une forte augmentation à la fin du XVIIe siècle et au début du XVIIIe siècle, au cours de ce que l'on a appelé la "Gin Craze". Comme la consommation continuait de croître, on a commencé à blâmer le gin pour divers maux sociaux, dont la criminalité, la prostitution et les maladies mentales. Poussé par des réformateurs sociaux tels que Joseph Jekyll, le Gin Act de 1736 a tenté de freiner la consommation de gin en instituant une taxe d'accise de 20 shillings par gallon ainsi qu'une licence annuelle de 50 livres sterling (équivalent à 8 000 livres sterling aujourd'hui) pour tous les vendeurs de gin. Adoptée en 1735, elle entre en vigueur en septembre 1736, d'où la date communément retenue pour son nom usuel.
La loi s'avère immensément impopulaire et provoque des émeutes publiques. Le roi George II publie une proclamation exigeant le respect de la loi et la fin des troubles publics à son encontre. Après seulement un an cependant, l'application de la loi commence à s'affaiblir et le public commence à la défier plus ouvertement. On dit que seulement deux des licences annuelles ont été achetées. La gnôle s'est également répandue, car les gens produisaient leurs propres gins, parfois en utilisant des ingrédients dangereux tels que la térébenthine et l'acide sulfurique.
En 1743, la production de gin a en fait augmenté à un niveau record de 8 000 000 de gallons impériaux soit 36 000 000 litres. L'application de la loi est alors considérée comme impossible. La pression financière de la guerre de succession d'Autriche joue également un rôle car le gouvernement cherche une solution qui lui permettrait de générer davantage de revenus. La loi est abrogée par le Gin Act 1743 qui fixe des taxes et des frais beaucoup plus bas.